# Cassipourea dinklagei
Espèce
Synonymes
- Dactylopetalum dinklagei Engl.[1]

Cassipourea dinklagei (Engl.) Alston est une espèce de plantes à fleurs de la famille des Rhizophoraceae et du genre Cassipourea. C'est un arbre endémique du Cameroun.
Son nom rend hommage au botaniste allemand Max Julius Dinklage, actif en Afrique de l'Ouest et centrale.